# Elisabeth Vrba
Elisabeth S. Vrba (Hamburgo, 17 de mayo de 1942-New Haven, 5 de febrero de 2025) fue una paleontóloga sudafricana conocida por desarrollar la hipótesis del pulso de cambio, así como por acuñar la palabra exaptación con su colega Stephen Jay Gould.

## Carrera
Vrba se graduó em 1965 con un major (grado equivalente a licenciatura) en Zoología y Estadística y en 1965 como brachiller universitaria en ciencias en la Universidad de Ciudad del Cabo. Entre 1966 y 1967 se dedicó a la investigación en biología molecular. Durante 1968 trabajó como profesora de secundario en el Colegio San Alban en Pretoria. A partir de 1969, trabajó en el departamento de Paleontología y Paleoantropología del Museo Transvaal en Pretoria. Permaneció allí para realizar estudios de doctorado en zoología y paleontología para obtener su doctorado. Entre 1973 y 1986 fue jefa del departamento de Paleontología y Paleoantropología del Museo Transvaal. Obtuvo su doctorado en Zoología y Paleontología en 1974. Desarrolló su trabajo en la familia de los bóvidos (antílopes, etc.). Después de recibir su doctorado, Vrba realizó sus investigaciones sobre registros fósiles africanos durante los últimos millones de años, rastreando la secuencia de fósiles analizando los estratos geológicos y analizando la morfología de los fósiles. Fue directora de excavación en el sitio Kromdraai entre 1976 y 1986 y directora adjunta del Museo Transvaal entre 1977 y 1986. En 1986 se mudó a Estados Unidos para ejercer como catedrática universitaria en el Departamento de Geología y Geofísica de la Universidad de Yale. Ha sido curadora del Museo Peabody desde 1987. En 1995 fue presidenta de hecho Departamento de Geología y Geofísica de la Universidad de Yale. Entre 1996 y 1999 fue directora del Instituto por la ciencia Biosférica de Yale y entre 19992 y 2010 del Centro Ecosave de la misma Universidad.

## Innovaciones
Vrba y su colega Stephen Jay Gould son famosos por su teoría de la exaptación. La investigación de Vrba y Gould sugirió que el origen histórico de un rasgo genético no siempre refleja su función contemporánea. Las adaptaciones genéticas pueden asumir nuevas funciones y pueden servir a una especie para un propósito diferente más adelante en la evolución. La teoría de Vrba y Gould también ha sido criticada en los últimos años por estudiosos que afirman que los rasgos genéticos están presionados por múltiples factores, lo que dificulta determinar cuándo está en juego la adaptación o la exaptación.
Vrba también desarrolló la hipótesis del pulso de cambio, una adición significativa a la teoría macroevolutiva. 

## Aparición en otros medios
Vrba ha participado representandose a sí misma en la serie documental Planeta Milagroso (2005) y en el documental austríaco Ein Zufall im Paradies (1999).

## Premios y honores
Ha sido galardonada con la Medalla de la Asociación Británica, que se otorga a jóvenes investigadores menores de cuarenta años, y como Mujer Profesional del Año en África (1982). En 1985 fue elegida para ser miembro de la Real Sociedad de Sudáfrica. Fue miembro de la facultad del Departamento de Geología y Geofísica de la Universidad de Yale desde principios de la década de 1980 y de la que actualmente es profesora emérita.

## Trabajos publicados
- Gould, SJ y ES Vrba. (mil novecientos ochenta y dos). "Exaptación: un término que falta en la ciencia de la forma". Paleobiología 8: 4-15.
- Vrba, ES y Gould, SJ (1986). "La expansión jerárquica de clasificación y selección". Paleobiología . 12 (2): 217-228.
- Vrba, ES (1993). "El pulso que nos produjo". Historia natural 102 (5) 47-51.
- Vrba, E.S., 1975. Some evidence of chronology and palaeoecology of Sterkfontein, Swartkrans and Kromdraai from the fossil Bovidae. Nature 254(5498):301-304.
- Vrba, E.S. and Grine, F.E., 1978. Australopithecine enamel prism patterns. Science 202:890-892.
- Vrba, E.S., 1979. A new study of the scapula of Australopithecus africanus from Sterkfontein. Am. J.Phys. Anthrop. 51(1):117-129.
- Vrba, E.S., 1980. The significance of bovid remains as indicators of environment and predation patterns. In Fossils in the Making, A.K. Behrensmeyer and A.P. Hill, eds., The University of Chicago Press:Chicago, pp. 247-271.
- Vrba, E.S., 1980. Evolution, species and fossils: how does life evolve? S. Afr. J. Sci. 76(2):61-84.
- Grine, F.E. and Vrba, E.S., 1980. Prismatic enamel: a preadaptation for mammalian diphyondonty? S. Afr.J. Sci. 76(3):139-140.
- Gould, S.J. and Vrba, E.S., 1982. Exaptation - a missing term in the science of form. Paleobiology 8(1):4-15.
- Vrba, E.S., 1983. Macroevolutionary trends: new perspectives on the roles of adaptation and incidentaleffect. Science 221(4608):387-389.
- Greenacre, M.J. and Vrba, E.S., 1984. A Correspondence Analysis of biological census data. Ecology 65(3):984-997.
- Vrba, E.S. and Eldredge, N., 1984. Individuals, hierarchies and processes: towards a more complete evolutionary theory. Paleobiology 10(2):123-164.
- Vrba, E.S., 1985. Ecological and adaptive changes associated with early hominid evolution. In Ancestors: The Hard Evidence, E. Delson, ed., Alan R. Liss, Inc.: New York, pp. 63-71.
- Vrba, E.S., 1985. Editor. Species and Speciation. Transvaal Museum Monograph 4. Transvaal Museum, Pretoria.
- Vrba, E.S., 1985. Environment and evolution: alternative causes of the temporal distribution of evolutionary events. S. Afr. J. Sci. 81(5):229-236.
- Vrba, E.S. and Gould, S.J., 1986. The hierarchial expansion of sorting and selection: sorting and selection cannot be equated. Paleobiology 12(2)217-228.
- Vrba, E.S., 1987. Ecology in relation to speciation rates: some case histories of Miocene-Recent mamal clades. Evolutionary Ecology 1:283-300.
- Vrba, E.S., 1989. Levels of selection and sorting, with special reference to the species level. Oxford Surveys of Evolutionary Biology, Vol. 6 :111-168.Vrba, E.S. 1992. Mammals as a key to evolutionary theory. Plenary Keynote Address, 70th Congress of American Society of Mammalogists, June 1990, Frostburg, Maryland. Journal of Mammalogy 73(1):1-28.
- Gatesy, J. E., Yelon, D., DeSalle, R., and Vrba, E. S. 1992. Phylogenetic analysis based on mitochondrial DNA of the Bovidae, Mammalia. Molec. Biol. Evol. 9(3):433-446.
- Vrba, E. S.. 1993. Turnover-pulses, the Red Queen, and related topics. American Journal of Science 293-A:418-452. White, T.W., Suwa, G., Hart, W.K., Walter, R.C., WoldeGabriel, G., De Heinzelin, J., Clark, J.D., Asfaw, B.,and Vrba, E.S. 1993. New discoveries of Australopithecus at Maka in Ethiopia. Nature 366:261-265.
- Vrba, E. S., Vaisnys, J. R., Gatesy, J. E., DeSalle, R., and K-Y. Yen 1994. Analysis of paedomorphosis using allometric characters: the example of Reduncini antelopes (Bovidae, Mammalia). Systematic Biology 43 (1):92-116.
- Clark, J.D., De Heinzelin, J., Schick, K., Hart, W., White, T., WoldeGabriel, R. Walter, Suwa, G., Asfaw, B., Vrba, E. S. and Y. Haile-Selassie. 1994. Middle Pleistocene discoveries in the Middle Awash Valley, Ethiopia. Science 264:1907-10.
- Vrba, E.S. 1995. Species as habitat specific, complex systems. In The Recognition of Species: Speciation and the Recognition Concept [J.C. Masters, D.M. Lambert and H.G. Spencer, eds.], pp. 3-44. Johns Hopkins University Press.
- Vrba, E. S., 1995. The fossil record of African antelopes (Mammalia, Bovidae) in relation to human evolution and paleoclimate. Pp. 385-424. In E. S. Vrba, G. H. Denton, T. C. Partridge and L. H. Burckle (eds.), Paleoclimate and Evolution with emphasis on Human Origins, pp.. Yale University Press, New Haven, Connecticut. 556 pp.
- Vrba, E. S., 1995. On the connections between paleoclimate and evolution. Pp. 24-45. In E. S. Vrba, G. H. Denton, T. C. Partridge and L. H. Burckle (eds.), Paleoclimate and Evolution with emphasis on Human Origins, Yale University Press, New Haven, Connecticut. 556 pp.
- Vrba, E. S., G. H. Denton, T. C. Partridge and L. H. Burckle. Editors, 1995. Editors. Paleoclimate and Evolution with emphasis on Human Origins, Yale University Press, New Haven, Connecticut, 556 pp.
- Vrba, E.S., 1996. Climate, heterochrony, and human evolution. Journal of Anthropological Research 52 (1): 1-28.
- Schaller, G.B. and Vrba, E.S. 1996. Description of the Giant Muntjac (Megamuntiacus vuquangensis) in Laos.  Journal of Mammalogy 77 (3): 675-683.
- Gatesy, J., Amato, G., Vrba, E., Schaller, G. and DeSalle, R. 1997. A cladistic analysis of mitochondrial ribosomal DNA from the Bovidae. Molecular Phylogenetics and Evolution: 7(3): 303-319.Vrba, E.S. 1998. (Monograph.) New fossils of Alcelaphini and Caprinae (Bovidae, Mammalia) from Awash, Ethiopia, and phylogenetic analysis of Alcelaphini. Palaeontologia africana 34: 127-198.
- Vrba, E.S. 1998. Multiphasic growth models and the evolution of prolonged growth exemplified by human  brain evolution. Journal of Theoretical Biology 190 : 227-239.
- de Heinzelin, J., Clark, J.D., White, T., Hart, W., Renne, P., WoldeGabriel, G., Beyene, Y. and Vrba, E.S. 1999. Environment and behavior of 2.5-million-year-old Bouri hominids. Science 284 : 625-629.
- Vrba, E.S. 1999. Habitat theory in relation to the evolution in African Neogene biota and hominids. In T.G. Bromage and F. Schrenk (eds.), African Biogeography, Climate Change, and Early Hominid Evolution, pp. 19-34. Part of New Series on Human Evolution (Series Eds Wood, B. and Ciochon, R.). Oxford University Press, Oxford, United Kingdom.
- Vrba, E.S. and Schaller, G.B. Editors. 2000. Antelopes, Deer, and Relatives : Fossil Record, Behavioral Ecology, Systematics, and Conservation. Yale University Press, New Haven, Connecticut.
- Vrba, E.S. and Schaller, G.B. 2000. Phylogeny of Bovidae (Mammalia) based on behavior, glands and skull morphology. pp. 203-222 In Vrba, E.S. and 2004, G.B. (eds.) Antelopes, Deer, and Relatives: Fossil Record, Behavioral Ecology, Systematics, and Conservation. Yale University Press, New Haven, Connecticut.
- Vrba, E.S. 2000. Major features of Neogene Mammalian Evolution in Africa. In T.C. Partridge and R. Maud (eds.), Cenozoic Geology of Southern Africa, 277-304. Oxford University Press, Oxford, United Kingdom.
- Vrba, E.S. 2002. Exaptation. In Pagel, M. Encyclopedia of Evolution, 123-126. Oxford University Press, Oxford, United Kingdom.
- Asfaw, B., Gilbert, H., Beyene, Y., Hart, W. Renne, P. WoldeGabriel, G., Vrba, E.S., and White, T. 2002. Remains of Homo erectus from Bouri, Middle Awash, Ethiopia. Nature 416 (6878): 317-320.
- DeGusta, D. And Vrba, E.S.. 2003. A method for inferring paleohabitats from the functional morphology of bovid astragali. Journal of Archaeological Science 30(8): 1009-1022.
- Vrba, E.S. 2004. Ecology, evolution, and development : Perspectives from the fossil record. In Hall, B.K., Pearson, R.D., and Muller, G.B. (Eds.) Environment, Development, and Evolution, pp. 85-105. Massachusetts Institute of Technology Press, Cambridge, Massachusetts.
- Vrba, E. S. & DeGusta, D. 2004 Do species populations really start small? New perspectives from the Late Neogene fossil record of African mammals. Phil. Trans. R. Soc. Lond. B 359, 285-293.
- Haile-Selassie, Y. Woldegabriel, G., White, T.D., Bernor, R.L., DeGusta, D., Renne, P.R., Hart, W.K., Vrba, E., Stanley, A., and Howell, F.H. 2004. Mio-Pliocene mammals from the Middle Awash, Ethiopia. Geobios 37(4): 536-552.
- Vrba, E.S. and Eldredge, N. (Editors) 2005. Macroevolution: Diversity and Disparity. Dedicated issue of Paleobiology in honor of Stephen Jay Gould, Paleobiology 31(2).Hernández Fernández, M. and Vrba, E.S. 2005. Rapoport Effect and biomic specialization in African mammals: revisiting the Climatic Variability Hypothesis. Journal of Biogeography 32: 903-918.
- Hernández Fernández, M. and Vrba, E.S. 2005. A complete estimate of the phylogenetic relationships in Ruminantia: a dated species-level supertree of the extant ruminants. Biological Reviews 80: 269-302.
- Hernández Fernández, M. and Vrba, E.S. 2005. Body size, biomic secialization, and range size of African large mammals. Journal of Biogeography 32: 1243-1256.
- Vrba, E.S. 2005. Mass turnover and heterochrony events in response to physical change Paleobiology 31(2): 157-174.
- Hernández Fernández, M. and Vrba, E.S. 2005. Macroevolutionary processes and biomic specialization: testing the Resource-Use Hypothesis. Evolutionary Ecology 19: 199-219.
- Vrba, E.S. and Haile-Selassie, Y. 2006. A new antelope, Zephyreduncinus oundagaissensis (Reduncini, Artiodactyla, Bovidae) from the Late Miocene of the Middle Awash, Afar Rift, Ethiopia. Journal of Vertebrate Paleontology 26(1): 213-218. (March 2006)
- Vrba, E.S. 2007. Role of Environmental Stimuli in Hominid Origins. In Henke,W., Rothe, H., and Tattersall, I. (Eds.) Handbook of  palaeoanthropology, Vol. 3: Phylogeny of Hominines, pp. 1-41. Springer-Verlag: New York.
- White, Tim D., Stanley H. Ambrose, Gen Suwa, Denise F. Su, David DeGusta, Raymond L. Bernor, Jean-Renaud Boisserie, Michel Brunet, Eric Delson, Stephen Frost, Nuria Garcia, Ioannis X. Giaourtsakis, Yohannes Haile-Selassie, F. Clark Howell, Thomas Lehmann, Andossa Likius, Cesur Pehlevan, Haruo Saegusa, Gina Semprebon, Mark Teaford, and Elisabeth Vrba. 2009. Macrovertebrate Paleontology and the Pliocene Habitat of Ardipithecus ramidus. Science 326 (5949): 87-93.
- Bibi, F., Bukhsianidze, M., Gentry, A.W., Geraads, D., Kostopoulos, D., and Vrba, E.S. 2009. The fossil record and evolution of Bovidae: State of the field. Palaeontologia Electronica: 12(3):10A.
- Bibi, F. and Vrba, E.S. 2010. Unraveling bovin phylogeny: accomplishments and challenges. BMC Biology 8(50) : 1-4.